# Promachus djanetianus
Promachus djanetianus är en tvåvingeart som beskrevs av Seguy 1938. Promachus djanetianus ingår i släktet Promachus och familjen rovflugor. Inga underarter finns listade i Catalogue of Life.